# Біленко Анатолій Миколайович
Анато́лій Микола́йович Біле́нко (Беленко) (16 січня 1939, Київ — 2013, Київ)  — український перекладач, багаторічний редактор англійської частини часопису «Україна», редактор англомовних видань видавництва «Дніпро», лауреат літературної премії імені Івана Франка (2001 рік).

## Життєпис
Загальну середню освіту отримав переважно у США та Німеччині, де проживав тривалий час. Закінчив факультет іноземних мов Київського університету імені Т. Шевченка (1967 рік), перекладацьке відділення, перша група.
Протягом 1964—1967 років працював редактором-перекладачем газети «News from Ukraine», англійської редакції Київського радіо; з 1967 по 1973 рік займає посаду завідувача відділу видань іноземними мовами видавництва «Мистецтво»; від 1970 до 1980 року — редактор випуску, 1980—1993 роки — відповідальний секретар, завідувач відділу літератури англомовного журналу «Ukraine»; 1994—1996 роки — головний редактор ділового англомовного журналу «Ukrainian Business Journal»; 1996—1999 роки — редактор-перекладач агентства УНІАН.
Перекладав англійською мовою твори українських письменників Тараса Шевченка, О. Гончара, А. Головка, Є. Шабліовського, О. Довженка, В. Земляка, Р. Самбука, Г. Тютюнника, В. Нестайка та інших, а також українські народні казки. Серед перекладів також мистецтвознавча література, законодавчі матеріали.
Розповідаючи про свою перекладацьку діяльність в інтерв'ю з Сергієм Соловйовим, Біленко зазначив:
|  | Не робіть із перекладачів місіонерів-самостійників. Вони й без цього місіонери. Але вони нічого не варті, якщо в їх безпосередньому оточенні немає того, хто їх підтримує, розуміє. |